# ジョゼフ・コットン
ジョゼフ・チェシャー・コットン（Joseph Cheshire Cotten、1905年5月15日 - 1994年2月6日）はアメリカ合衆国の俳優である。ジョセフ・コットンとも表記。ヨーロッパ映画ではスペル違いのジョゼフ・コットン（Joseph Cotton）やマカロニ・ウエスタン『黄金の棺』（1967年/未/テレビ放映）のスペイン版ではジョゼプ・コットン（Josep Cotten）とクレジットされることもあった。
オーソン・ウェルズ作品の常連として有名である。ヴァージニア州出身。元妻は、女優のパトリシア・メディナ。

## 経歴

### 俳優としての特徴

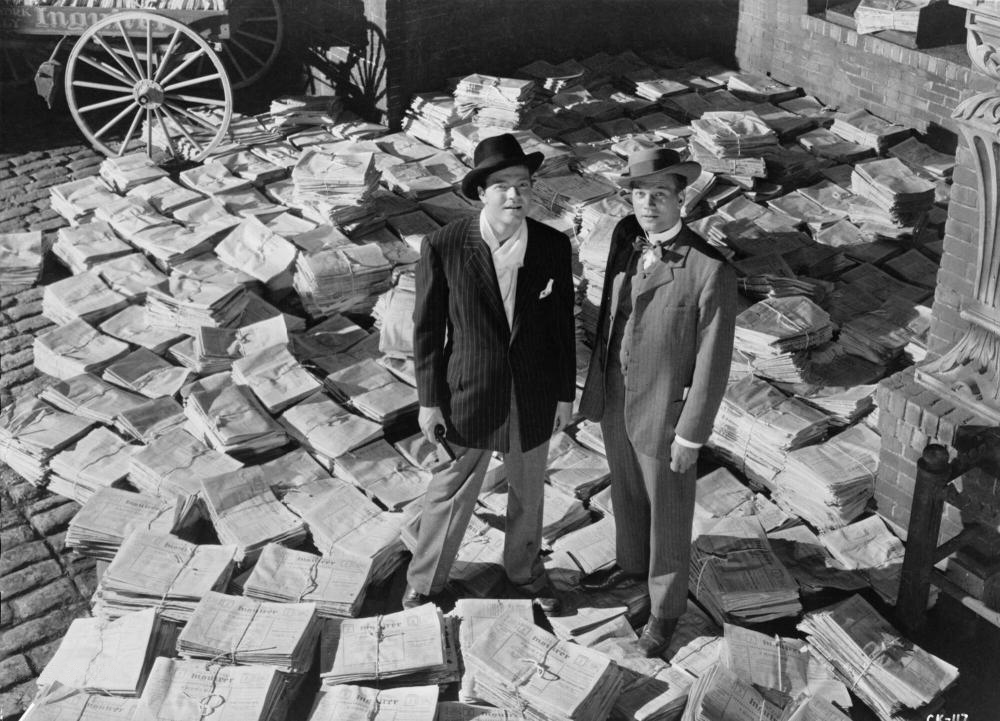
オーソン・ウェルズ、ジョゼフ・コットン

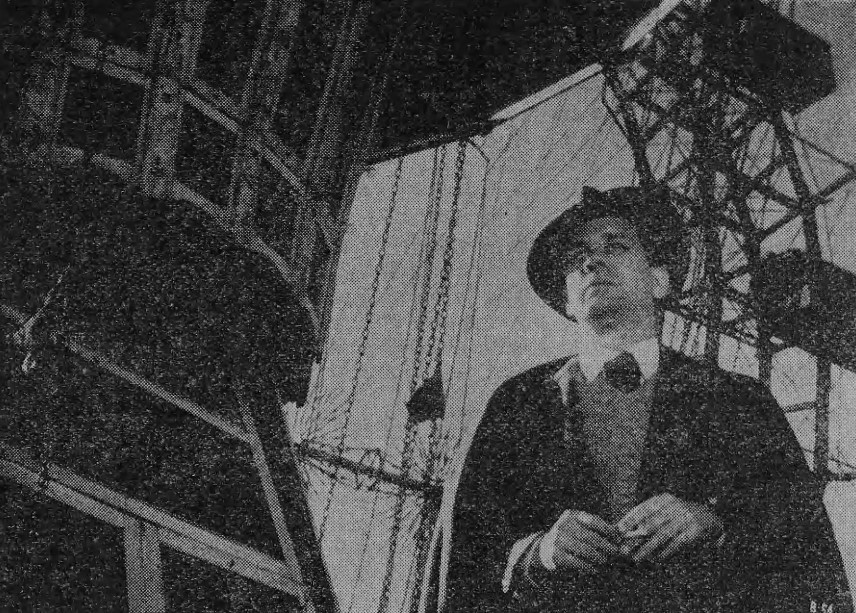
『第三の男』（1949年）

ヴァージニアの学校で演劇を学んだ後、演劇関係のジャーナリストとして働いていたが、俳優になるためニューヨークに移り1930年にブロードウェイにデビューした。そこでオーソン・ウェルズと出会い、1937年から彼の劇団に参加するようになり、ウェルズの監督作品『市民ケーン』（1941年）で映画デビュー。『市民ケーン』やキャロル・リード監督の『第三の男』（1949年）で強い印象を残した。1948年の『ジェニイの肖像』でヴェネツィア国際映画祭 男優賞を受賞し、1950年代までは主演スターとして後世に名作と評価される作品に数多く出演した。
1960年頃からは次第に脇役へ転じ、テレビ映画やテレビ・シリーズのゲスト、イタリア映画への出演が増えて行ったが、米国映画界では渋い助演者として貴重な存在だった。
1981年、脳卒中が原因で発声に問題が生じ、俳優生活から引退。1994年2月6日、肺炎のためロサンゼルスの自宅で死去。88歳没。

### マカロニ・ウエスタンとイタリア映画
1940年代から1950年代にトップ・スターだったコットンも時代の流には逆らえなかった。かつての西部劇スターであるガイ・マディスン等がイタリア映画界に出稼ぎする中、彼もそれに続いた。尚、コットンの盟友であるオーソン・ウェルズも当時は欧州各地を転々としており、メキシコ革命を題材にしたマカロニ・ウエスタン『復讐無頼/狼たちの荒野（復讐の三匹）』（1968年/未/テレビ放映）に出演している。
1965年にはマカロニ・ウエスタン『荒野の渡り者』（未/テレビ放映）に主演した。ターザン俳優のゴードン・スコットとロバート・ミッチャムの長男であるジェームズ・ミッチャムが共演で、まだ無名だったフランコ・ネロが脇役出演していた。1967年には南北戦争を背景にした『黄金の棺』（未/テレビ放映）にも主演した。彼は両作品共に誇り高い南部人を演じていた。
当時はマカロニ・ウエスタンのロケ地であるスペイン製作の作品にもついでに出演する者も少なくなく、コットンもウィリアム・シャトナーが二役を演じて主演した西部劇『ホワイト・コマンチ』（1968年/未/テレビ放映）に保安官役で出演している。
その後はギャング物『顔役』（1969年）やマリオ・バーヴァ監督の『処刑男爵』（1972年/未/ビデオ）、ヴァン・ジョンスンも出演していたルッジェロ・デオダート監督の『コンコルド（マッハからの脱出/コンコルド）』（1979年）、セルジオ・マルティーノ監督の『ドクター・モリスの島/フィッシュマン』（1979年）、メキシコ映画『ガイアナ人民寺院の悲劇』（1979年/未/ビデオ）等に出演し、米国映画にも並行して脇役ながらも出演を続けた。また、『緯度0大作戦』（1969年）、『トラ・トラ・トラ！』（1970年）、『ソイレント・グリーン』（1973年）、『天国の門』（1980年）といった大作にも起用された。

## エピソード
- 『緯度0大作戦』に出演した際に、日本人スタッフと交わろうとしなかったために、周りから「この人嫌い!」と反発を受けたという[3]。しかし同映画で共演した宝田明は「物静かなジェントルマンだった」と語っており、「米国と日本の撮影システムの違いを十分認識していた大人」だと評価している[4]。

## 主な出演作品
| 年   | 作品名                                                          | 役名                          | 備考                              |
| ---- | --------------------------------------------------------------- | ----------------------------- | --------------------------------- |
| 1941 | 市民ケーン Citizen Kane                                         | ジェデダイア・リーランド      |                                   |
| 1941 | リディアと四人の恋人 Lydia                                      | マイケル・フィッツパトリック  |                                   |
| 1942 | 偉大なるアンバーソン家の人々 The Magnificent Ambersons          | ユージン                      |                                   |
| 1943 | 恐怖への旅 Journey Into Fear                                    | ハワード・グラハム            |                                   |
| 1943 | 疑惑の影 Shadow of a Doubt                                      | チャーリーおじさん            |                                   |
| 1944 | ガス燈 Gaslight                                                 | ブライアン・キャメロン        |                                   |
| 1944 | 君去りし後 Since You Went Away                                  | トニー                        |                                   |
| 1944 | 戀の十日間 I'll Be Seeing You                                   | ザカリー                      |                                   |
| 1945 | ラヴレター Love Letters                                         | アレン                        |                                   |
| 1946 | 白昼の決闘 Duel in the Sun                                      | ジェシー                      |                                   |
| 1947 | ミネソタの娘 The Farmer's Daughter                              | グレン                        |                                   |
| 1948 | ジェニイの肖像 Portrait of Jennie                               | イーベン・アダムス            | ヴェネツィア国際映画祭 男優賞受賞 |
| 1949 | 第三の男 The Third Man                                          | ホリー・マーティンス          |                                   |
| 1949 | 山羊座のもとに Under Capricorn                                  | サム                          |                                   |
| 1949 | 森の彼方に Beyond the Forest                                    | ルイス                        |                                   |
| 1950 | 旅愁 September Affair                                           | デヴィッド・ローレンス        |                                   |
| 1950 | 西部の二国旗 Two Flags West                                     | クレイ・タッカー              |                                   |
| 1950 | 追いつめられた男 Walk Softly, Stranger                          | クリス                        |                                   |
| 1951 | 北京超特急 Peking Express                                       | マイケル                      |                                   |
| 1952 | 11年目の疑惑 The Steel Trap                                     | ジム・オズボーン              |                                   |
| 1953 | ナイアガラ Niagara                                              | ジョージ                      |                                   |
| 1956 | 瓶の底（脱獄囚） The Bottom of the Bottle                       | パット                        |                                   |
| 1956 | 殺し屋は放たれた The Killer Is Loose                            | サム・ワグナー                |                                   |
| 1958 | 黒い罠 Touch of Evil                                            |                               | アンクレジット                    |
| 1958 | 宇宙冒険旅行 From the Earth to the Moon                         | ヴィクター                    |                                   |
| 1960 | 夜と昼の間 The Angel Wore Red                                   | ホーソーン                    |                                   |
| 1961 | ガン・ファイター The Last Sunset                                | ジョン                        |                                   |
| 1964 | ふるえて眠れ Hush... Hush, Sweet Charlotte                      | ドリュー                      |                                   |
| 1965 | スー族の叛乱 The Great Sioux Massacre                           |                               |                                   |
| 1965 | 銭の罠 The Money Trap                                           | オラース・ヴァン・ティルドン  |                                   |
| 1965 | 荒野の渡り者 Gli uomini dal passo pesante                       | テンプル                      |                                   |
| 1966 | オスカー The Oscar                                              | ケネス                        |                                   |
| 1967 | サイゴンに生き残る者 Some May Live                              | ウッドワード                  |                                   |
| 1967 | 黄金の棺 The Hellbenders                                        |                               |                                   |
| 1967 | ブライティ/グランドキャニオンの冒険 Brighty of the Grand Canyon | ジム・オーウェン              |                                   |
| 1967 | ダイヤモンド・ジャック Jack of Diamonds                         | アス                          |                                   |
| 1968 | 華麗なる情事 Petulia                                            | ドクター・ダナー              |                                   |
| 1969 | 緯度0大作戦 LATITUDE ZERO                                       | クレイグ・マッケンジー        | 日米合作作品                      |
| 1969 | 顔役 Gangster '70                                               |                               |                                   |
| 1969 | クリスチーヌの性愛記 The Grasshopper                            | リチャード・モーガン          |                                   |
| 1970 | トラ・トラ・トラ! Tora! Tora! Tora!                             | スチムソン陸軍長官            | 日米合作作品                      |
| 1973 | ソイレント・グリーン Soylent Green                              | ウィリアム・R・サイモンソン   |                                   |
| 1975 | オーソン・ウェルズのフェイク F for Fake                         |                               | ドキュメンタリー                  |
| 1977 | 合衆国最後の日 Twilight's Last Gleaming                         | アーサー・レンフルー          |                                   |
| 1977 | エアポート'77/バミューダからの脱出 Airport '77                  | ニコラス・セント・ダウンズ3世 |                                   |
| 1979 | ドクター・モリスの島/フィッシュマン L'isola degli uomini pesce  | アーネスト・マーヴィン        |                                   |
| 1979 | コンコルド Concorde Affaire '79                                 | ミランド                      |                                   |
| 1979 | ガイアナ人民寺院の悲劇 Guyana: Crime of the Century             | リチャード                    |                                   |
| 1980 | ザ・ハース/生贄の町 The Hearse                                  | ウォルター・プリチャード      |                                   |
| 1981 | 天国の門 Heaven's Gate                                          | ドクター                      |                                   |
| 1981 | 墜落大空港 The Survivor                                         | 牧師                          |                                   |